# Zustandspassiv
Das Zustandspassiv bezeichnet in der deutschen Grammatik eine Konstruktion, die in den meisten Fällen einen Zustand als Resultat eines Prozesses ausdrückt. Das Zustandspassiv steht dabei in einem formalen und bedeutungsmäßigen Kontrast zum Vorgangspassiv. Gebildet wird das Zustandspassiv eines Verbs mithilfe der Kopula „sein“ und der vom Verb abgeleiteten Form des Partizip Perfekt Passiv, z. B. „die Tür ist geöffnet“.

## Einordnung
Das Zustandspassiv wird zum einen als Sonderform des Passivs eingestuft, auf der anderen Seite ist es eine vom Vorgangspassiv unabhängige und nicht ableitbare Konstruktion. Es handelt sich um eine Zwischenstufe zwischen Vorgangspassiv und Kopulasätzen, welche sich durch ein adjektivisch benutztes Prädikatsnomen auszeichnen, welche wiederum die vollendete Gegenwart mit geworden ausbilden. – Beispiel:
- Er ist krank (geworden).

Formal gesehen ähnelt das Zustandspassiv den Formen der Vorgegenwart (des Perfekts) Aktiv: Die Birne ist gereift., aber Die Birne wird gereift. Glinz führte das Zustandspassiv 1952 als eigenständige Form neben dem Vorgangspassiv ein. Leiss bewertet die Klassifikation „Zustandspassiv“ als unnötige Generalisierung und schlägt eine homogene Analyse aller Konstruktionen mit konjugiertem sein und Partizip Perfekt als Resultativum vor:
- „Sie ist angekommen.“ (traditionell: sein-Perfekt; Zustandspräsens: aktivisches Resultativum)
- „Die Vorführung ist eröffnet.“ (traditionell: sein-Passiv; Zustandspassiv: passivisches Resultativum)

Das erste Beispiel ist dann als Zustandspräsens („Sie ist eine Angekommene“), als aktivisches Resultativum, das zweite als passivisches Resultativum zu analysieren. Resultativum ist hier nicht als Tempusform, sondern als Aspekt-Passiv-Übergangskategorie definiert. Die Bildung ist bei terminativen und perfektiven Verben möglich.
Die Einteilung in statische, prozessuale und agentive Verben ist semantisch, wobei prozessuale und agentive als dynamisch zusammengefasst werden. Deshalb wird sie oft unter Aktionsart behandelt. Aber da eine solche Klassifikation etwas grundsätzlich anderes ist, spricht man von (Vendlerschen)-Aktionsarten und bei den aus der slawistischen Grammatikschreibung bekannten Aktionsarten von (Slawistik)-Aktionsarten.

## Gebrauch und Bildung
Intransitive und transitive Verben, welche die Dauer der Handlung bezeichnen, bilden keinen Stativ. Nur Verben, die das Ergebnis der Handlung angeben, sind Stative. Im Unterschied zum Vorgangspassiv drückt der Stativ keine Handlung aus:
- Vorgangspassiv: Das Fenster wird geöffnet. Der Brief wird geschrieben. Es stellt ein Geschehen oder eine Handlung eines Vorgangs dar und beschreibt dessen Veränderung.
- Zustandspassiv: Das Fenster ist geöffnet. Der Brief ist geschrieben. Hier ist das Geschehen, die Handlung oder der Vorgang beendet, er ist abgeschlossen, daher auch „Sein-Passiv“ genannt.[2]

Der Stativ entsteht aus Zeitformen des Hilfsverbs „sein“ und dem Partizip Perfekt (oder Partizip II) eines transitiven Verbs. Der Stativ besitzt dieselben Zeitformen wie das Passiv, jedoch werden nur Präsens, Präteritum und Futur I von allen Sprachteilhabern recht häufig benutzt:
- Präsens: Der Teppich ist zusammengerollt.
- Präteritum: Der Teppich war zusammengerollt.
- Futur I: Der Teppich wird zusammengerollt sein.
- Perfekt: Der Teppich ist zusammengerollt gewesen.
- Plusquamperfekt: Der Teppich war zusammengerollt gewesen.
- Futur II: Der Teppich wird zusammengerollt gewesen sein.

Das Perfekt wird jedoch (statt oder zusätzlich zum Präteritum) in vielen Idiolekten (d. h. von vielen Menschen) benutzt. Das Plusquamperfekt wird manchmal z. B. in vorsichtig geschriebenen Berichten über eine Handlung bzw. eine Situation in der Vergangenheit verwendet, obwohl es als pedantisch bzw. unnötig empfunden wird und obwohl das Präteritum auch hier gebräuchlicher ist (obwohl in dem entsprechenden Satz das Präteritum im Passiv seltener als das Plusquamperfekt wäre und im Aktiv das Präteritum als falsch empfunden würde). Die folgenden Sätze haben alle dieselbe Bedeutung:
- Präteritum Stativ: Der Teppich war schon zusammengerollt, als der Täter den Raum betrat, denn sonst wären in der Mitte keine Fußspuren zu sehen.
- Plusquamperfekt Stativ: Der Teppich war schon zusammengerollt gewesen, als der Täter den Raum betrat, denn sonst wären in der Mitte keine Fußspuren zu sehen.
- Präteritum Passiv, möglich (aber oft fälschlicherweise als ungrammatisch bezeichnet): Der Teppich wurde schon zusammengerollt, bevor der Täter den Raum betrat, denn sonst wären in der Mitte keine Fußspuren zu sehen.
- Plusquamperfekt Passiv: Der Teppich war schon zusammengerollt worden, bevor der Täter den Raum betrat, denn sonst wären in der Mitte keine Fußspuren zu sehen.
- Präteritum (bzw. Perfekt) Aktiv, nicht möglich: *Jemand rollte den Teppich schon zusammen, bevor der Täter den Raum betrat, denn sonst wären in der Mitte keine Fußspuren zu sehen. (*Jemand hat den Teppich schon zusammengerollt, bevor der Täter den Raum betrat, denn sonst wären in der Mitte keine Fußspuren zu sehen.)
- Plusquamperfekt Aktiv: Jemand hatte den Teppich schon zusammengerollt, bevor der Täter den Raum betrat, denn sonst wären in der Mitte keine Fußspuren zu sehen.